# Ben Smith (rugbista 1986)
Benjamin Robert Smith (Dunedin, 1º giugno 1986) è un rugbista a 15 neozelandese, utility back dei Kōbe Steelers in Top League, campione del mondo 2015 con gli All Blacks.

## Biografia
Cresciuto nella provincia rugbistica di Otago, con esso esordì nel National Provincial Championship nel 2007 contro Wellington; nel 2009 debuttò con la franchise di Super Rugby degli Highlanders.
Esordì negli All Blacks a Milano nel novembre 2009 in occasione di un test match contro l'Italia vinto 20-6 e divenne titolare fisso in nazionale dopo la Coppa del Mondo di rugby 2011, cui non prese parte.
Con gli Highlanders si laureò campione del Super Rugby nel 2015, prima di essere convocato per la susseguente Coppa del Mondo con la Nuova Zelanda, competizione che la squadra si aggiudicò.

## Palmarès
- Coppe del mondo: 1
Nuova Zelanda: 2015
- Super Rugby: 1
Highlanders: 2015